# Gens Terencia

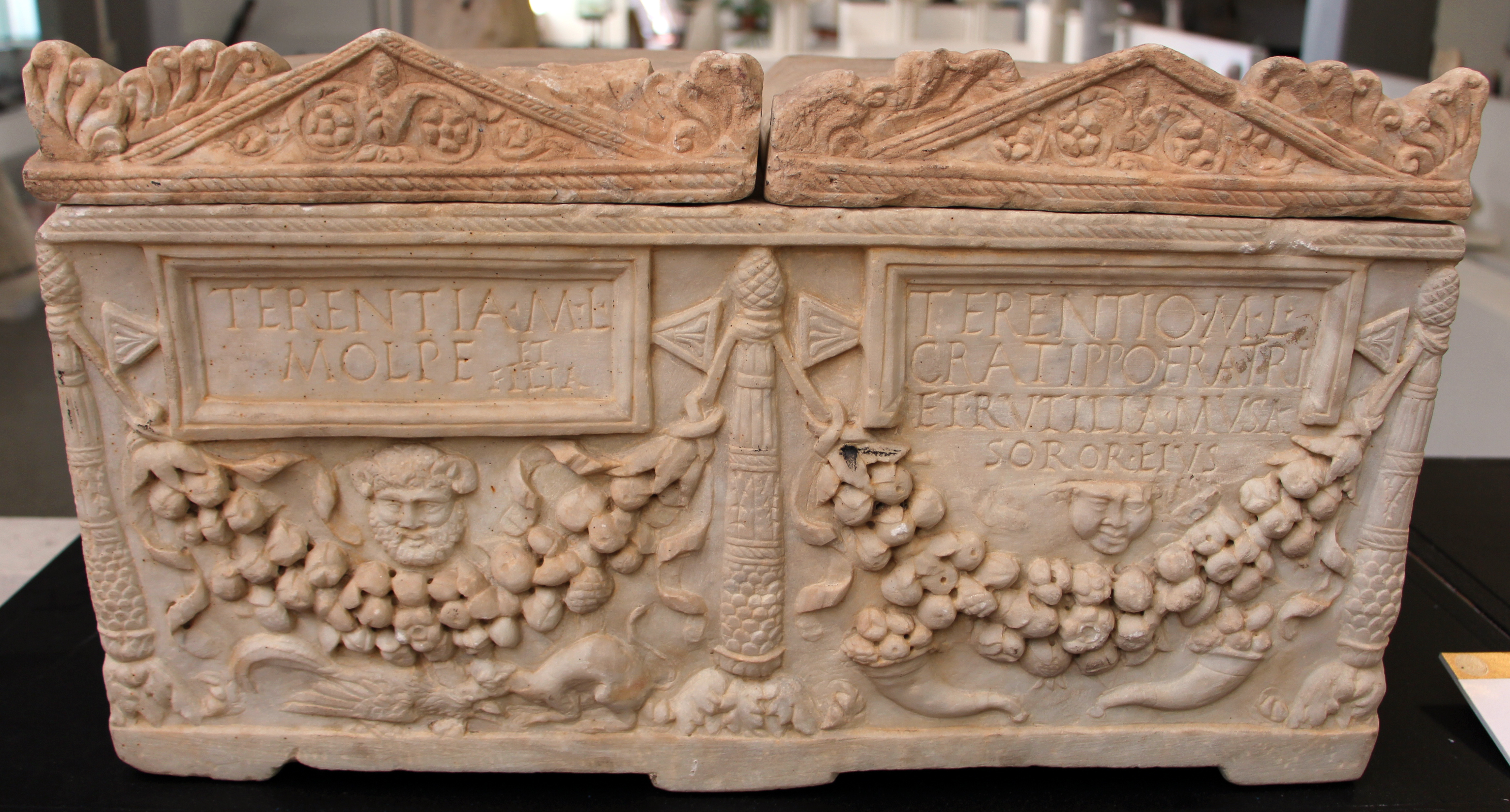
Urna cineraria de los hermanos Terencio Cratippo, Terencia Molpe y Rutilia Musa, 50 d. C.

La gens Terencia (en latín, gens Terentia) fue un conjunto de familias de la Antigua Roma que compartían el nomen Terencio. El miembro más antiguo de esta gens, Cayo Terencio Varrón, data de la segunda guerra púnica. La rama familiar más importante fue la de los Terencios Varrones.

## Miembros
- Terencio, comediógrafo latino del siglo II a. C.
- Cayo Terencio Varrón, cónsul 216 a. C., derrotado en Cannas.
- Marco Terencio Varrón, historiador.
- Marco Terencio Varrón Lúculo, cónsul 73 a. C., hermano de Lucio Licinio Lúculo, adoptado por los Terencios Varrones.
- Terencio Máximo, pretendiente al trono imperial.
- Quinto Terencio Escauro, gramático.
- Publio Terencio Varrón Atacino, poeta.
- Quinto Terencio Culeón, senador capturado por los cartagineses en la segunda guerra púnica.
- Terencia, esposa de Cicerón.
- Terencia, esposa de Mecenas.
- Terencia Alba, esposa de Lucio Salvio Otón y madre del emperador Otón.